# Francesco Minerva
Francesco Minerva (ur. 31 stycznia 1904 w Canosa di Puglia, zm. 23 sierpnia 2004) – włoski duchowny katolicki, emerytowany arcybiskup Lecce.
Przyjął święcenia kapłańskie 16 kwietnia 1927. Papież Pius XII mianował go biskupem diecezji Nardo 16 września 1948 (jako następcę Gennaro Fenizia); Minerva przyjął sakrę biskupią 31 października 1948 z rąk Ferdinando Bernardiniego.
W grudniu 1950 został przeniesiony na biskupa większej diecezji Lecce. Jego następca w Nardo, Corrado Ursi zrobił karierę w Kościele, dochodząc do arcybiskupstwa Neapolu oraz godności kardynalskiej. Biskup Minerva pozostał aż do przejścia w stan spoczynku w diecezji Lecce; krótko przed emeryturą doczekał się podniesienia Lecce do rangi metropolii i własnego awansu na arcybiskupa (20 października 1980). Od stycznia 1981 arcybiskup-emeryt.
Wśród kapłanów, którym udzielił sakry biskupiej, jest Salvatore De Giorgi (27 grudnia 1973), mianowany kardynałem w 1998.
W styczniu 2004 Minerva ukończył 100 lat; był wówczas (do śmierci w sierpniu t.r.) drugim najstarszym (po kardynale Corrado Bafile) żyjącym biskupem Kościoła katolickiego na świecie.